# Gran Premio motociclistico di Turchia 2006
Il Gran Premio motociclistico di Turchia 2006 corso il 30 aprile, è stato il terzo Gran Premio della stagione 2006 del motomondiale e ha visto vincere: la Honda di Marco Melandri in MotoGP, Hiroshi Aoyama nella classe 250 e Héctor Faubel nella classe 125.

## MotoGP

### Qualifiche
| Pos. | Nº | Pilota            | Moto     | Tempo    | Distacco |
| ---- | -- | ----------------- | -------- | -------- | -------- |
| 1    | 71 | Chris Vermeulen   | Suzuki   | 2'04.617 |          |
| 2    | 69 | Nicky Hayden      | Honda    | 2'04.823 | 0.206    |
| 3    | 15 | Sete Gibernau     | Ducati   | 2'05.003 | 0.386    |
| 4    | 65 | Loris Capirossi   | Ducati   | 2'05.540 | 0.923    |
| 5    | 21 | John Hopkins      | Suzuki   | 2'05.700 | 1.083    |
| 6    | 17 | Randy de Puniet   | Kawasaki | 2'06.102 | 1.485    |
| 7    | 27 | Casey Stoner      | Honda    | 2'07.277 | 2.660    |
| 8    | 56 | Shin'ya Nakano    | Kawasaki | 2'07.294 | 2.677    |
| 9    | 5  | Colin Edwards     | Yamaha   | 2'07.344 | 2.727    |
| 10   | 10 | Kenny Roberts Jr  | KR211V   | 2'07.345 | 2.728    |
| 11   | 46 | Valentino Rossi   | Yamaha   | 2'07.552 | 2.935    |
| 12   | 24 | Toni Elías        | Honda    | 2'07.763 | 3.146    |
| 13   | 6  | Makoto Tamada     | Honda    | 2'08.143 | 3.526    |
| 14   | 33 | Marco Melandri    | Honda    | 2'08.393 | 3.776    |
| 15   | 7  | Carlos Checa      | Yamaha   | 2'10.322 | 5.705    |
| 16   | 26 | Daniel Pedrosa    | Honda    | 2'10.956 | 6.339    |
| 17   | 66 | Alex Hofmann      | Ducati   | 2'11.241 | 6.624    |
| 18   | 30 | José Luis Cardoso | Ducati   | 2'11.456 | 6.839    |
| 19   | 77 | James Ellison     | Yamaha   | 2'12.298 | 7.681    |

### Gara

#### Arrivati al traguardo
| Pos | Nº | Pilota           | Squadra              | Motocicletta | Giri | Tempo     | Griglia | Punti |
| --- | -- | ---------------- | -------------------- | ------------ | ---- | --------- | ------- | ----- |
| 1   | 33 | Marco Melandri   | Fortuna Honda        | Honda        | 22   | 41:54.065 | 14      | 25    |
| 2   | 27 | Casey Stoner     | Honda LCR            | Honda        | 22   | +0.200    | 7       | 20    |
| 3   | 69 | Nicky Hayden     | Repsol Honda         | Honda        | 22   | +5.458    | 2       | 16    |
| 4   | 46 | Valentino Rossi  | Camel Yamaha         | Yamaha       | 22   | +6.209    | 11      | 13    |
| 5   | 24 | Toni Elías       | Fortuna Honda        | Honda        | 22   | +6.587    | 12      | 11    |
| 6   | 65 | Loris Capirossi  | Ducati Marlboro      | Ducati       | 22   | +16.682   | 4       | 10    |
| 7   | 71 | Chris Vermeulen  | Rizla Suzuki         | Suzuki       | 22   | +16.777   | 1       | 9     |
| 8   | 56 | Shin'ya Nakano   | Kawasaki Racing      | Kawasaki     | 22   | +21.537   | 8       | 8     |
| 9   | 5  | Colin Edwards    | Camel Yamaha         | Yamaha       | 22   | +22.847   | 9       | 7     |
| 10  | 6  | Makoto Tamada    | Konica Minolta Honda | Honda        | 22   | +30.483   | 13      | 6     |
| 11  | 15 | Sete Gibernau    | Ducati Marlboro      | Ducati       | 22   | +30.543   | 3       | 5     |
| 12  | 17 | Randy de Puniet  | Kawasaki Racing      | Kawasaki     | 22   | +34.284   | 6       | 4     |
| 13  | 10 | Kenny Roberts Jr | Team Roberts         | KR211V       | 22   | +45.112   | 10      | 3     |
| 14  | 26 | Daniel Pedrosa   | Repsol Honda         | Honda        | 22   | +53.525   | 16      | 2     |
| 15  | 7  | Carlos Checa     | Tech 3 Yamaha        | Yamaha       | 22   | +59.855   | 15      | 1     |
| 16  | 66 | Alex Hofmann     | Pramac d'Antín       | Ducati       | 22   | +1:01.241 | 17      |       |
| 17  | 21 | John Hopkins     | Rizla Suzuki         | Suzuki       | 22   | +1:38.628 | 5       |       |
| 18  | 77 | James Ellison    | Tech 3 Yamaha        | Yamaha       | 21   | +1 giro   | 19      |       |

#### Non classificato
| Nº | Pilota            | Squadra        | Motocicletta | Giri | Tempo   | Griglia |
| -- | ----------------- | -------------- | ------------ | ---- | ------- | ------- |
| 30 | José Luis Cardoso | Pramac d'Antín | Ducati       | 15   | +7 giri | 18      |

## Classe 250

### Arrivati al traguardo
| Pos | Nº | Pilota            | Squadra                     | Motocicletta | Giri | Tempo     | Griglia | Punti |
| --- | -- | ----------------- | --------------------------- | ------------ | ---- | --------- | ------- | ----- |
| 1   | 4  | Hiroshi Aoyama    | Red Bull KTM                | KTM          | 20   | 40:02.376 | 6       | 25    |
| 2   | 80 | Héctor Barberá    | Fortuna Aprilia             | Aprilia      | 20   | +0.401    | 5       | 20    |
| 3   | 34 | Andrea Dovizioso  | Humangest Racing            | Honda        | 20   | +0.467    | 3       | 16    |
| 4   | 15 | Roberto Locatelli | Team Toth                   | Aprilia      | 20   | +0.641    | 13      | 13    |
| 5   | 55 | Yūki Takahashi    | Humangest Racing            | Honda        | 20   | +2.555    | 4       | 11    |
| 6   | 50 | Sylvain Guintoli  | Equipe GP De France - Scrab | Aprilia      | 20   | +10.554   | 8       | 10    |
| 7   | 96 | Jakub Smrž        | Cardion AB Motoracing       | Aprilia      | 20   | +12.534   | 10      | 9     |
| 8   | 25 | Alex Baldolini    | Matteoni Racing             | Aprilia      | 20   | +16.887   | 16      | 8     |
| 9   | 14 | Anthony West      | Kiefer - Bos - Racing       | Aprilia      | 20   | +17.348   | 12      | 7     |
| 10  | 19 | Sebastián Porto   | Repsol Honda                | Honda        | 20   | +20.910   | 9       | 6     |
| 11  | 58 | Marco Simoncelli  | Squadra Corse Metis Gilera  | Gilera       | 20   | +28.425   | 7       | 5     |
| 12  | 7  | Alex De Angelis   | Master - MVA Aspar          | Aprilia      | 20   | +35.956   | 2       | 4     |
| 13  | 36 | Martín Cárdenas   | Wurth Honda BQR             | Honda        | 20   | +48.291   | 22      | 3     |
| 14  | 28 | Dirk Heidolf      | Kiefer - Bos - Racing       | Aprilia      | 20   | +1:00.604 | 15      | 2     |
| 15  | 54 | Manuel Poggiali   | Red Bull KTM                | KTM          | 20   | +1:03.888 | 18      | 1     |
| 16  | 16 | Jules Cluzel      | Equipe GP De France - Scrab | Aprilia      | 20   | +1:09.340 | 19      |       |
| 17  | 24 | Jordi Carchano    | Stop And Go Racing          | Honda        | 20   | +1:38.360 | 25      |       |
| 18  | 22 | Luca Morelli      | Nocable Angaia Racing       | Aprilia      | 20   | +1:59.179 | 23      |       |
| 19  | 40 | Sinan Sofuoğlu    | Wurth Honda BQR             | Honda        | 19   | +1 giro   | 26      |       |

### Ritirati
| Nº | Pilota           | Squadra                         | Motocicletta | Giri | Griglia |
| -- | ---------------- | ------------------------------- | ------------ | ---- | ------- |
| 21 | Arnaud Vincent   | Arie Molenaar Racing            | Honda        | 8    | 11      |
| 57 | Chaz Davies      | TicinoHosting Campetella Racing | Aprilia      | 8    | 20      |
| 23 | Arturo Tizón     | Wurth Honda BQR                 | Honda        | 7    | 21      |
| 73 | Shūhei Aoyama    | Repsol Honda                    | Honda        | 1    | 14      |
| 41 | Michele Danese   | WTR Blauer USA                  | Aprilia      | 0    | 24      |
| 48 | Jorge Lorenzo    | Fortuna Aprilia                 | Aprilia      | 0    | 1       |
| 8  | Andrea Ballerini | TicinoHosting Campetella Racing | Aprilia      | 0    | 17      |
| 85 | Alessio Palumbo  | Matteoni Racing                 | Aprilia      | 0    | 27      |

## Classe 125

### Arrivati al traguardo
| Pos | Nº | Pilota            | Squadra                      | Motocicletta | Giri | Tempo     | Griglia | Punti |
| --- | -- | ----------------- | ---------------------------- | ------------ | ---- | --------- | ------- | ----- |
| 1   | 55 | Héctor Faubel     | Master - MVA Aspar           | Aprilia      | 19   | 39:30.095 | 4       | 25    |
| 2   | 19 | Álvaro Bautista   | Master - MVA Aspar           | Aprilia      | 19   | +0.243    | 1       | 20    |
| 3   | 33 | Sergio Gadea      | Master - MVA Aspar           | Aprilia      | 19   | +7.240    | 16      | 16    |
| 4   | 24 | Simone Corsi      | Squadra Corse Metis Gilera   | Gilera       | 19   | +8.340    | 3       | 13    |
| 5   | 6  | Joan Olivé        | SSM Racing                   | Aprilia      | 19   | +9.127    | 9       | 11    |
| 6   | 14 | Gábor Talmácsi    | Humangest Racing             | Honda        | 19   | +10.749   | 6       | 10    |
| 7   | 52 | Lukáš Pešek       | Derbi Racing                 | Derbi        | 19   | +18.258   | 10      | 9     |
| 8   | 8  | Lorenzo Zanetti   | Skilled I.S.P.A. Racing      | Aprilia      | 19   | +22.800   | 12      | 8     |
| 9   | 71 | Tomoyoshi Koyama  | Malaguti Ajo Corse           | Malaguti     | 19   | +23.224   | 20      | 7     |
| 10  | 10 | Ángel Rodríguez   | 3C Racing                    | Aprilia      | 19   | +23.240   | 14      | 6     |
| 11  | 60 | Julián Simón      | Red Bull KTM                 | KTM          | 19   | +23.521   | 7       | 5     |
| 12  | 1  | Thomas Lüthi      | Elit - Caffe Latte           | Honda        | 19   | +23.639   | 11      | 4     |
| 13  | 32 | Fabrizio Lai      | Valsir Seedorf Racing        | Honda        | 19   | +23.656   | 13      | 3     |
| 14  | 22 | Pablo Nieto       | Multimedia Racing            | Aprilia      | 19   | +23.716   | 8       | 2     |
| 15  | 29 | Andrea Iannone    | TicinoHosting Campetella JNR | Aprilia      | 19   | +36.240   | 18      | 1     |
| 16  | 11 | Sandro Cortese    | Elit - Caffe Latte           | Honda        | 19   | +36.311   | 22      |       |
| 17  | 75 | Mattia Pasini     | Master - MVA Aspar           | Aprilia      | 19   | +42.922   | 2       |       |
| 18  | 43 | Manuel Hernández  | Nocable Angaia Racing        | Aprilia      | 19   | +43.248   | 24      |       |
| 19  | 17 | Stefan Bradl      | Red Bull KTM Junior          | KTM          | 19   | +55.975   | 29      |       |
| 20  | 7  | Alexis Masbou     | Malaguti Ajo Corse           | Malaguti     | 19   | +56.027   | 25      |       |
| 21  | 41 | Aleix Espargaró   | Wurth Honda BQR              | Honda        | 19   | +56.352   | 30      |       |
| 22  | 44 | Karel Abraham     | Cardion AB Motoracing        | Aprilia      | 19   | +56.753   | 32      |       |
| 23  | 16 | Michele Conti     | Valsir Seedorf Racing        | Honda        | 19   | +57.435   | 33      |       |
| 24  | 35 | Raffaele De Rosa  | Multimedia Racing            | Aprilia      | 19   | +59.703   | 19      |       |
| 25  | 21 | Mateo Túnez       | Master - MVA Aspar           | Aprilia      | 19   | +59.842   | 34      |       |
| 26  | 9  | Michael Ranseder  | Red Bull KTM Junior          | KTM          | 19   | +1:00.567 | 31      |       |
| 27  | 18 | Nicolás Terol     | Derbi Racing                 | Derbi        | 19   | +1:00.793 | 21      |       |
| 28  | 23 | Lorenzo Baroni    | Humangest Racing             | Honda        | 19   | +1:09.219 | 27      |       |
| 29  | 45 | Imre Tóth         | Team Toth                    | Aprilia      | 19   | +1:20.747 | 23      |       |
| 30  | 53 | Simone Grotzkyj   | TicinoHosting Campetella JNR | Aprilia      | 19   | +1:22.635 | 35      |       |
| 31  | 20 | Roberto Tamburini | Matteoni Racing              | Aprilia      | 19   | +1:28.342 | 39      |       |
| 32  | 26 | Vincent Braillard | Multimedia Racing            | Aprilia      | 19   | +1:29.066 | 36      |       |
| 33  | 13 | Dino Lombardi     | 3C Racing                    | Aprilia      | 19   | +1:33.910 | 38      |       |
| 34  | 37 | Joey Litjens      | Arie Molenaar Racing         | Honda        | 19   | +1:34.580 | 37      |       |
| 35  | 12 | Federico Sandi    | SSM Racing                   | Aprilia      | 19   | +1:42.683 | 17      |       |

### Ritirati
| Nº | Pilota         | Squadra                  | Motocicletta | Giri | Griglia |
| -- | -------------- | ------------------------ | ------------ | ---- | ------- |
| 36 | Mika Kallio    | Red Bull KTM             | KTM          | 16   | 5       |
| 38 | Bradley Smith  | Repsol Honda             | Honda        | 12   | 26      |
| 63 | Mike Di Meglio | FFM Honda Grand Prix 125 | Honda        | 10   | 15      |
| 15 | Michele Pirro  | WTR Blauer USA           | Aprilia      | 3    | 28      |

### Non qualificato
| Nº | Pilota         | Squadra                | Motocicletta |
| -- | -------------- | ---------------------- | ------------ |
| 81 | Robert Mureșan | Las Vegas Team Romania | Aprilia      |